# Aeroporto Internacional de Daegu
O Aeroporto Internacional de Daegu (Hangul: 대구국제공항; Hanja: 大邱國際空港; Romanização revisada: Daegu Gukje Gonghang; McCune-Reischauer: Taegu Kukche Konghang) (IATA: TAE, ICAO: RKTN) é primariamente um aeroporto doméstico na cidade de Daegu, Coreia do Sul. As empresas Asiana Airlines e Korean Air fornecem voos internacionais para a República Popular da China, Bangkok e ocasionalmente fretados para Fukuoka e Manila.